# جویی (فیلم ۱۹۸۵)
جویی (به انگلیسی: Joey) فیلمی در ژانر فانتزی و تکنو-ترسناک محصول سال ۱۹۸۵ سینمای آلمان به کارگردانی رولاند امریش است. فیلم‌نامه این فیلم توسط امریش، هانس جی. هالر، و توماس لشنر به رشته تحریر درآمده است.
این فیلم در آمریکای شمالی با نام برقراری تماس منتشر شد. نسخه آمریکای شمالی به شدت کات شد و با ۷۹ دقیقه پخش شد. بعدها فیلم متعاقباً به‌عنوان یک مجموعه دی‌وی‌دی ۲ دیسکی منتشر شد که شامل نسخه اصلی ۹۸ دقیقه‌ای همراه با تدوین ویرایش‌شده آمریکای بود.

## داستان
داستان دربارهٔ پسر بچه‌ای ۹ ساله‌ای به نام جویی کالینز (با بازی جاشوا مورل) است که والدینش را از دست می‌دهد، اما از طریق یک تلفن کوچک با پدر و مادر فوت شده‌اش ارتباط برقرار می‌کند، و نیروهای شیطانی دیگر را احضار می‌شوند، و شهر را تهدید می‌کند و فقط جوی باید به دنیای ارواح برود تا این شر را در نبرد خیر علیه شر از بین ببرد. این پسر قدرت دورجنبی را توسعه می‌دهد و...